# 骑龙站 (德阳市)
骑龙站是达成铁路上的一座铁路车站，位于四川省德阳市中江县仓山镇黄林村，隶属于成都铁路局遂宁车务段，为五等站。车站是达成铁路后期扩能改造时增建的会让站，仅作列车会让使用，不办理客货运业务。车站上下行区间均为单线，区间及站内均已电气化。

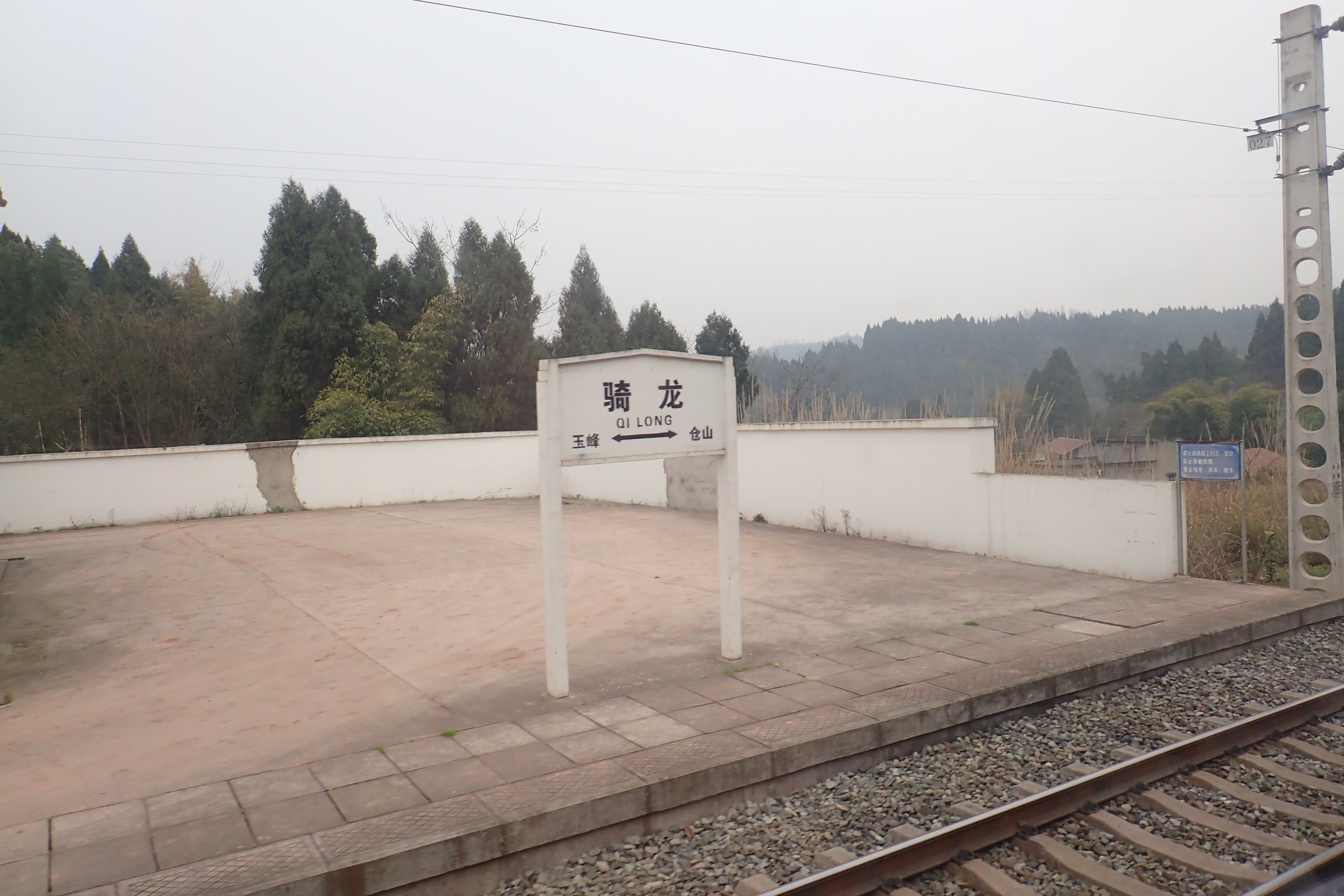
2017年，列车上拍摄的骑龙站站牌

## 车站设施
车站站场呈西南—东北走向（曲线型），设有股道2条（其中正线1股，侧线1股），站台1座，站房位于线左，未配备客货运设施。